# ICESat-2
ICESat-2 (Ice, Cloud and land Elevation Satellite, c'est-à-dire satellite glace, nuage et altitude terrestre-2) est une mission spatiale du programme d'observation de la Terre de la NASA qui est mise en orbite le 15 septembre 2018 par le dernier exemplaire du lanceur Delta II. Ce satellite d'observation de la Terre de l'agence spatiale américaine prend la suite de ICESat dont la mission s'achève en octobre 2009 et doit comme ce dernier fournir des informations détaillées sur la fonte des glaciers au niveau des pôles et l'élévation du niveau des mers. Cette mission s'inscrit dans le cadre des études sur le changement climatique. L'altimètre laser embarqué par le satellite doit permettre de mesurer avec une grande précision les variations de niveau de la banquise, des glaciers et du niveau des mers. Le satellite, qui circule sur une orbite polaire (inclinaison orbitale de 92,0°) à une altitude de 496 km, doit fonctionner durant au minimum 3 ans.

## Contexte
ICESat-2 prend la suite de la mission de la NASA ICESat qui a le même objectif et qui s'achève en 2009. Après cette date, une campagne de mesures aéroportée, l'opération IceBridge, poursuit les mesures pour disposer d'une série de données continue en attendant le lancement de ICESat-2.
ICESat-2 fait partie du programme Earth Observing System qui regroupe un ensemble de satellites de la NASA chargés de collecter des données sur de longues périodes sur la surface de la Terre, la biosphère, l'atmosphère terrestre et les océans de la Terre. ICESat-2 fait partie des projets prioritaires inscrits dans le plan à 10 ans de la NASA par la communauté scientifique des sciences de la Terre émis en 2007. Il répond plus particulièrement à l'objectif énoncé dans le plan stratégique des sciences de la Terre de la NASA de 2011 : faire avancer la science de la modélisation du système Terre pour faire face aux défis des changements environnementaux et climatiques. Le projet entre en phase de conception fin 2009. Le coût de la mission est évalué à 559 millions de dollars américains. Le développement du satellite est confié à Orbital Sciences (Northrop Grumman) tandis que la réalisation de l'unique instrument embarqué, l'altimètre laser ATLAS, est construit par le centre de vol spatial Goddard. La gestion du projet est confiée par la NASA au centre de vol spatial Goddard comme les autres missions d'observation de la Terre. Des difficultés rencontrées dans le développement de l'instrument entraînent un dépassement budgétaire d'environ 200 millions de dollars. Le coût final de la mission est de 1,036 milliard de dollars dont 249 millions pour le lancement et 49,3 millions pour les opérations en vol.

## Objectifs scientifiques
Les principaux objectifs de la mission, dont la durée initiale est de 3 ans, sont :
- Quantifier les contributions des calottes polaires aux changements du niveau des mers courant et récent et les liens avec les conditions climatiques.
- Quantifier les signatures régionales des changements affectant les calottes polaires pour déterminer les processus entraînant ces changements et améliorer les modèles prédictifs concernant ces phénomènes.
- Estimer l'épaisseur de la banquise pour étudier les échanges d'énergie, de masse et d'humidité entre la glace, l'océan et l'atmosphère.
- Mesurer l'épaisseur du couvert végétal pour pouvoir estimer la biomasse à grande échelle et les modifications affectant cette biomasse.

## Caractéristiques techniques
ICESat-2 est un satellite stabilisé sur 3 axes d'une masse de 1 514 kg utilisant une plate-forme LEOStar-3. Le satellite est conçu pour fonctionner au moins 3 ans (avec un objectif de 5 ans) et il emporte assez d'ergols pour assurer son fonctionnement durant 7 ans. Il utilise des moteurs-fusées à ergols liquides brûlant de l'hydrazine. Quatre moteurs-fusées ont une poussée de 22 newtons et 8 moteurs ont une poussée de 4,5 newtons. Le réservoir d'ergols a une capacité de 158 kg. La précision de pointage est de 13,3 secondes d'arc. La mémoire de masse a une capacité de 580 gigabits. Le transfert de données vers la Terre se fait en bande X avec un débit de 220 mégabits par seconde. Les panneaux solaires déployés en orbite fournissent 3 800 watts.

## Instrumentation
Le seul instrument de ICESat-2 est un altimètre spatial de type laser ATLAS (Advanced Topographic Laser Altimeter System) qui reprend le rôle de l'instrument GLAS installé à bord de ICESat. Les caractéristiques de l'instrument sont testées par la NASA avec l'instrument MABEL (Multiple Altimeter Beam Experimental Lidar) installé à bord d'un avion. ATLAS est capable de détecter un changement annuel d'épaisseur de la banquise de 0,4 cm. Il peut détecter l'accumulation ou au contraire l'ablation d'une épaisseur de glace de 10 cm avec une résolution spatiale de 25 x 25 km. L'instrument comprend un laser de lumière verte émettant un flux lumineux pulsé avec une fréquence de 10 kHz (10 000 pulsations par seconde contre 40 pour l'instrument GLAS de ICESat). Le flux de photons est séparé en 6 faisceaux constitués de 3 paires, les deux faisceaux de chaque paire frappant le sol à 100 mètres d'intervalle pour identifier une pente éventuelle. 
Une mesure de distance est effectuée tous les 50 cm sur la trace au sol. Vingt trillions de photons sont émis à chaque pulsation mais seulement une douzaine de photons réfléchis par la surface sont collectés par le télescope de 80 centimètres de diamètre du satellite. Pour s'assurer que l'axe du télescope est bien aligné avec l'axe du faisceau laser, une partie du faisceau émis est analysé par le satellite au moment de son émission et un mécanisme corrige légèrement l'orientation du laser si nécessaire. Les photons réfléchis sont collectés par le miroir primaire du télescope en béryllium (matériau à la fois léger et possédant les propriétés optiques nécessaires). Ils sont renvoyés vers le miroir secondaire puis sont focalisés dans six fibres optiques (une par faisceau émis). Les photons traversent une série de filtres optiques qui ne laissent passer que ceux dont la longueur d'onde correspond à celle du laser. Ce traitement permet notamment de filtrer les photons du Soleil réfléchis par la Terre. Un chronomètre déclenché à l'émission du faisceau laser, est arrêté lorsque le photon parvient au détecteur. Le temps écoulé permet de mesurer la distance parcourue et d'en déduire la hauteur de la surface avec une précision suffisante en prenant en compte la position du satellite déterminée à l'aide notamment des récepteurs GPS.

## Déroulement de la mission
ICESat-2 est placé en orbite le 15 septembre 2018 par un lanceur Delta II 7320-10C qui décolle depuis le complexe de lancement SLC-2W de la base de lancement de Vandenberg en Californie.  Quatre nanosatellites de type CubeSat sont également placés en orbite par le lanceur donc c'est le dernier vol : ELFIN, un CubeSat 3U+ de l'UCLA étudiant le vent solaire, ELFIN-STAR également de l'UCLA, mesurant l'environnement radiatif de la Terre, DAVE, un CubeSat 1U de CalPoly qui doit tester un système d'amortissement en microgravité et SurfSat, un CubeSat 2U de l'université du centre de la Floride qui mesure la fluctuation des charges électriques à la surface d'un satellite en orbite.
La campagne aérienne prévue au printemps 2019 par la NASA pour caler les mesures est au moins abrégée en raison de l'arrêt des activités gouvernementales aux États-Unis et en 2013, une rupture budgétaire de 16 jours a déjà ramené à 9 jours ce qui a pu être une campagne de 6 semaines. Ceci peut être source de biais et erreurs dans les mesures extraites des données par satellite.